# Amy Acker
Amy Louise Acker (født 5. december 1976) er en Saturn Award-vindende amerikansk skuespillerinde. Hun er bedst kendt for sine roller i tv-serierne Angel som Winifred Burkle og Illyria samt i Alias som Kelly Peyton.
Skuespilleren James Carpinello og hende blev 25. april 2003 gift i Californien og 22. januar 2005 fødte hun en søn, Jackson James Carpinello. 1. september 2006 fødte hun en datter, Ava Grace.

## Karriere
Acker optrådte som Winifred "Fred" Burkle fra anden til femte sæson af tv-serien Angel og som rollen af Illyria i den femte og sidste sæson af serien. Hun vandt en Saturn Award for bedste birolle på tv i 2003 for denne rolle.
I 2005 kom hun med i tv-serien Alias i dennes sidste sæson hvor hun spillede skurken Kelly Peyton. Acker gik fra at være gæstestjerne til en del af rollebesætningen da seren nåede de sidste episoder i april og maj 2006.
Acker var gæstestjerne i serien How I Met Your Mother, hvor hun igen spillede sammen med sine kollegaer fra Angel Alyson Hannigan og Alexis Denisof (Hannigans ægtemand), der havde en tilbagevendende rolle i serien.
Hun optræder i den tilbagevendende rolle som Dr. Claire Saunders/Whiskey i Whedons Dollhouse.

## Filmografi

### Film
- The Accident (2001) ... Nina
- Groom Lake (2002) ... Kate
- Catch Me If You Can (2002) ... Miggy
- The Novice (2004) ... Jill
- Mr. Dramatic (2005) ... Jodi
- A Near Death Experience (2008) ... Ellie/Elly
- Fire and Ice: The Dragon Chronicles (2008) ... Princess Luisa
- 21 and a Wake-Up (2008) ... Caitlin Murphy
- The Cabin in the Woods (2011)

### Tv
- Wishbone (1995 – 1997) ... various characters
- To Serve and Protect (1999) (miniseries) ... Melissa Jorgensen
- Special Unit 2 (2001) ... Nancy
- Return to the Batcave: The Misadventures of Adam and Burt (2003) ... Bonney Lindsey (Mrs. Burt Ward)
- Angel (2001 – 2004) (71 episoder) ... Winifred "Fred" Burkle/Illyria
- Supernatural (2005) ... Andrea Barr
- Justice League Unlimited (2005 – 2006) (4 episoder – stemm) ...  Huntress
- How I Met Your Mother (2006) ... Penelope
- Alias (2005 – 2006) (13 episoder) ... Kelly Peyton
- Drive (2007) (3 episodes) ... Kathryn Tully
- Criminal Intent (2007) (1 episode – "Smile") ... Leslie LeZard
- Ghost Whisperer (2007) (1 episode – "Weight of What Was") ... Tessa
- Private Practice (2008)  (1 episode – "A Family Thing") ... Molly
- Dollhouse (2009) ... Dr. Claire Saunders/Whiskey
- Happy Town (2010) ... Rachel Conroy
- Person of Interest (tv-serie) (2011) ... Root